# Ornatoleberis morkhoveni
Ornatoleberis morkhoveni is een mosselkreeftjessoort uit de familie van de Xestoleberididae. De wetenschappelijke naam van de soort is voor het eerst geldig gepubliceerd in 1975 door Key.